# Rangiputa
Rangiputa ist eine Siedlung im Far North District der Region Northland auf der Nordinsel von Neuseeland.

## Geographie
Die Siedlung befindet sich rund 27 km nördlich von Kaitaia an der östlichen Seite des Eingangs zum Rangaunu Harbour, einem Naturhafen, der den südlichen Beginn der Nordnordwesten ausgerichteten Aupōuri Peninsula kennzeichnet. Die Siedlung, die den nordwestlichen Abschluss der Karikari Peninsula bildet, ist über Nebenstraßen mit dem rund 14 km weiter südlich verlaufenden New Zealand State Highway 10 verbunden. Rund 1 km nordöstlich der Siedlung befindet sich der größte See der Karikari Peninsula, der Lake Rotakawau.

## Tourismus
Rangiputa ist eine Siedlung mit zahlreichen Ferienhäuser und einen rund 3 km nach Süden sich hinziehenden Sandstrand, der einerseits zum Schwimmen einlädt und aufgrund der Strömungsverhältnisse bei Ebbe und Flut im Eingang zum Naturhafen gut zum Angeln geeignet ist.